# Les débuts d'un chauffeur
Les débuts d'un chauffeur è un cortometraggio del 1906 diretto da Georges Hatot.

## Trama
Un autista che non ha fatto ancora esperienza, insiste nel guidare una vettura senza insegnante. A questo punto si mette al volante e parte. Il primo che investe è un dipendente impegnato a pulire un lampione della luce, poi investe una balia con la carrozzina, andando avanti investe un carretto di ortaggi e tutti i presenti, lungo la strada investe anche un uomo in bicicletta e tutti lo rincorrono. Ma non finisce, sperona un fiaccheraio con i suoi passeggeri, urta una bancarella di stoviglie, un mercatino e poi finisce sui tavolini di un locale e distrugge tutto. Lo acchiappano, lo riempiono di botte e finalmente fugge.

## Fonti[1]
Henri Bousquet: Soggetto nel Supplemento dell'ottobre 1906
Susan Dalton: Fratelli Pathé: I film della Produzione Pathé (1896-1914), Volume 1, p 146
Film dei fratelli Pathé. Parigi: Pathé, 1907, p 255-256
Cinematographi Pathé fratelli - Parigi, Milano, 1907, p 60
Redi elenca Hatot o Albert Capellani come regista.
Henri Bousquet, Catalogo Pathé degli anni 1896-1914
Bures-sur-Yvette, Edizioni Henri Bousquet, 1994-2004

## Proiezioni[1]
- Cinema Artistico, Parigi, 15-22.1907
- Cinema Splendido, Teatro del Circo, Le Havre, dall'11 al 17.1.1907
- Il cinema americano, Circo, Limoges, dal 2 al 7.3.1907